# Strumień

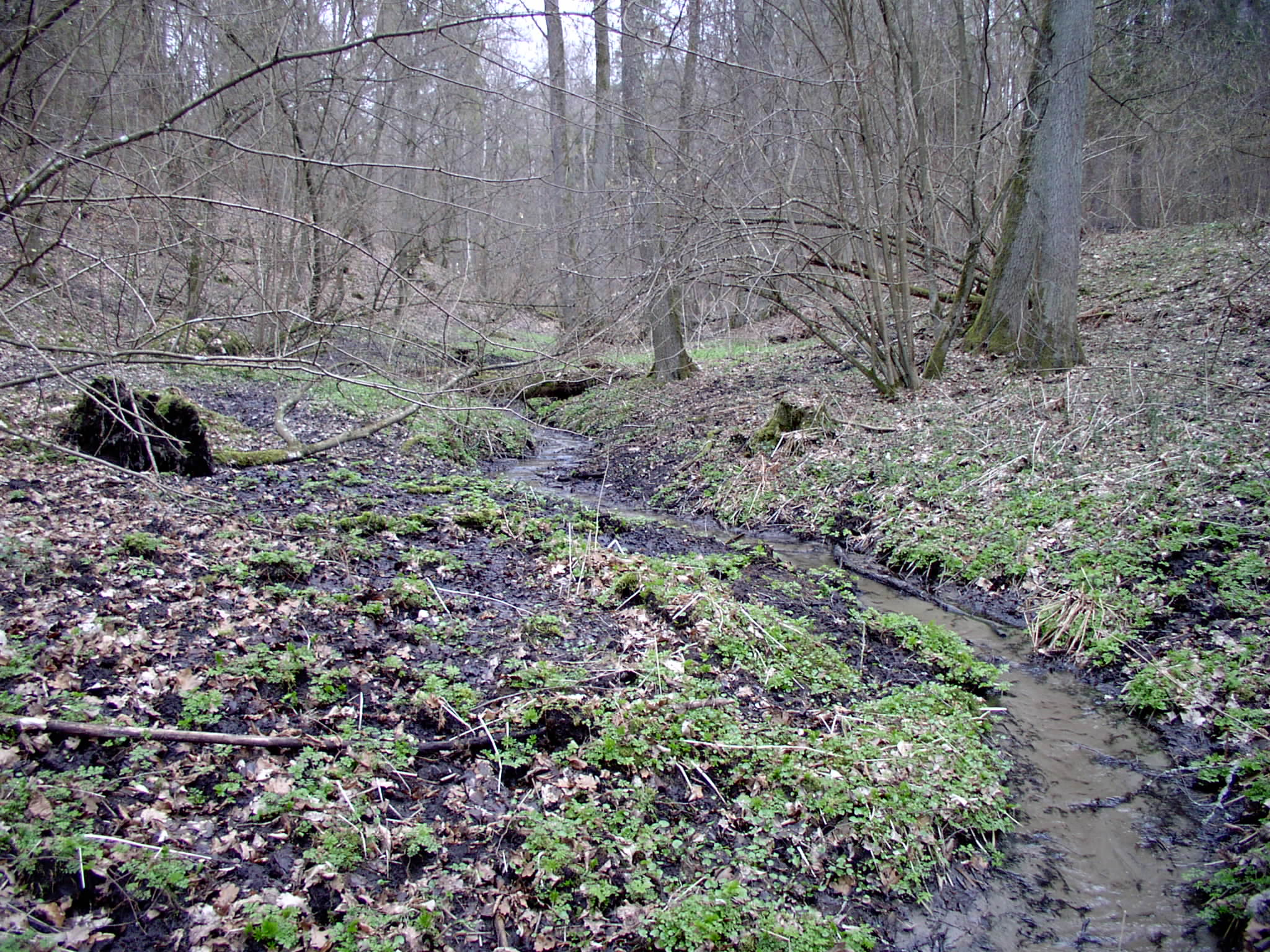
Śródleśny strumień, Smolajny

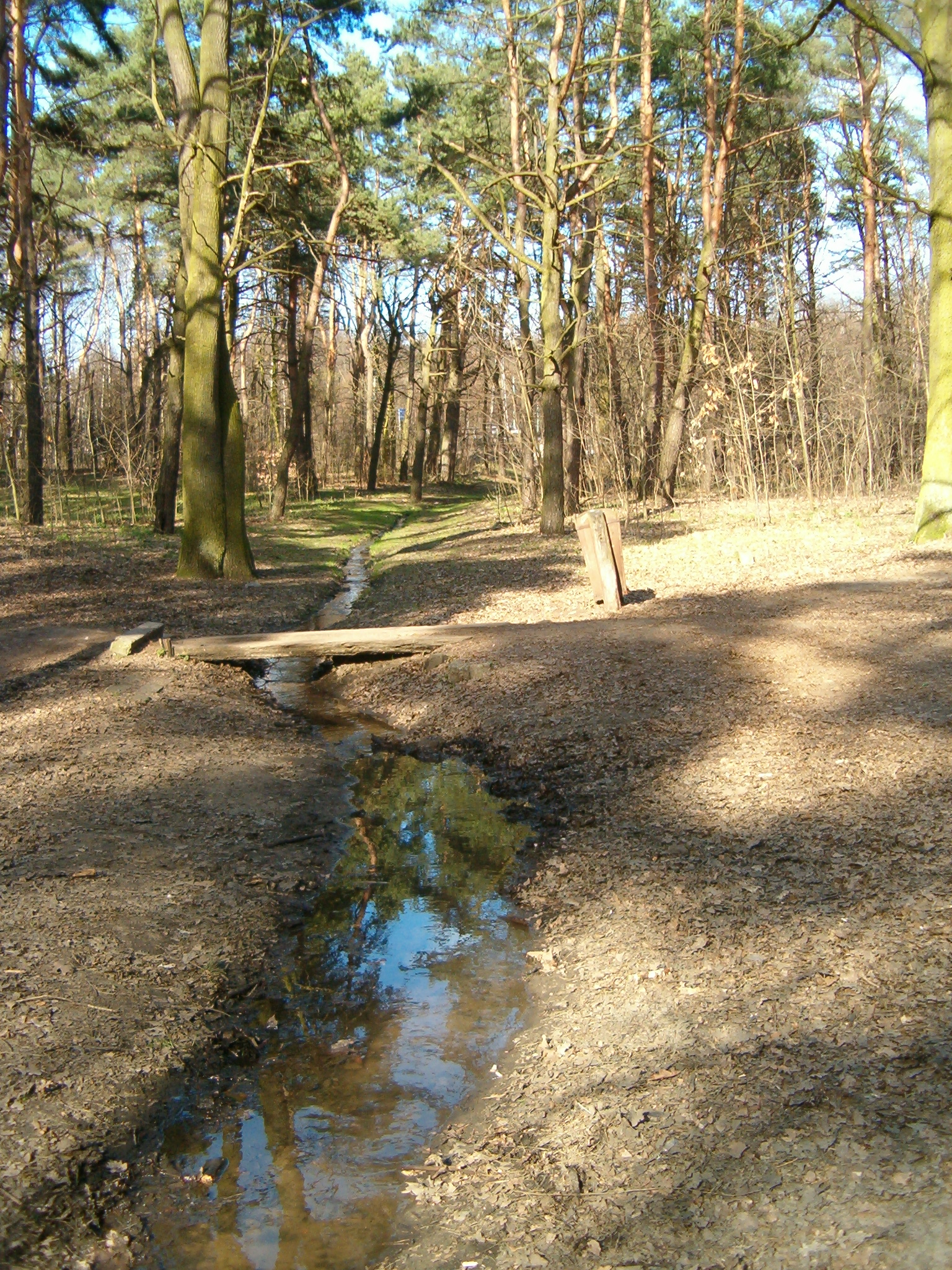
Potok Bielański, Las Lindego w Warszawie

Strumień (strumyk) – mały naturalny ciek, zazwyczaj uchodzący do rzeki. Strumienie płyną w terenie o różnicowanej rzeźbie, w wąskim, płytkim korycie o niewielkim spadku i zlewni na ogół nieprzekraczającej 20 km². W Polsce są najczęściej spotykane na pogórzach i w najwyższych partiach pojezierzy. Strumienie okresowe mogą powstawać po silnych opadach deszczu, roztopach.
Początek dają im na ogół młaki, wycieki i niezbyt wydajne źródła. Strumyki i strumienie, w odróżnieniu od strug, mają dość wartki nurt, w dnie ich koryt często występują progi i przełomy.
Strumień najczęściej odnosi się do cieków nizinnych lub pojeziernych, w odniesieniu do małych cieków w górach używa się określenia potok.

## Biocenozy strumieni
W strumieniach występują bakterie, glony, roślinność naczyniowa zanurzona i wynurzona (makrofity).
W bentosie spotyka się wiele gatunków:
- nicienie, skąposzczety (np. rureczniki),
- pijawki,
- skorupiaki,
- ślimaki,
- chruściki (m.in. Silo pallipes, Rhyacophila fasciata, Chaetopteryx villosa, Micropterna, Limnephilus extricatus, Ironoquia dubia),
- przedstawicieli kilku rodzin muchówek,
- widelnice,
- jętki[2].